# Dukotambin
Dukotambin is een bestuurslaag in het regentschap Bangkalan van de provincie Oost-Java, Indonesië. Dukotambin telt 326 inwoners (volkstelling 2010).